# Danna Paola
Danna Paola Rivera Munguía (Ciudad de México, 23 de junio de 1995), conocida como Danna Paola o Danna, es una cantante y actriz mexicana. Su música abarca géneros como el pop, el dance-pop y el reguetón. A lo largo de su carrera, ha experimentado con diversos sonidos, manteniendo un enfoque en letras que reflejan empoderamiento, amor y experiencias personales.
A lo largo de su carrera musical, ha lanzado siete álbumes de estudio: Mi globo azul (2001), Océano (2004), Chiquita pero picosa (2005), Danna Paola (2012), (Sie7e +) (2020), K.O (2021) y Childstar (2024). Además, dos EP: Danna Paola (2007) y Sie7e (2019). Ha realizado distintas giras musicales, entre las que destacan Mala Fama Tour (2019-2020), XT4S1S TOUR (2022-2023) y DANNA LIVE (2024), con las que ha recorrido gran parte de Latinoamérica y Estados Unidos. K.O, Sie7e y Childstar han recibido certificaciones de oro y platino por AMPROFON. Ha colaborado con otros artistas como New Hope Club, Lasso, Noel Schajris, Sofía Reyes, Aitana, Lola Índigo, Sebastián Yatra, Steve Aoki, Abraham Mateo y Santa Fe Klan. Entre sus sencillos más populares y con más recepción se encuentran «Mala fama», «Oye Pablo», «Sodio», «No bailes sola», «XT4S1S» y «1Trago».
Ha sido ganadora de diferentes premios, entre los que se encuentran nueve Kids Choice Awards, cuatro MTV Millennial Awards, cuatro MTV Italian Music Awards, un MTV Europe Music Awards y tres premios de la Sociedad de Autores y Compositores de México. Además, fue nominada al Grammy Latino por su sexto álbum de estudio K.O. en 2021.
En su carrera actoral, debutó en la telenovela infantil Rayito de luz (2000-2001). Con su primer papel protagónico, en María Belén (2001), ganó un premio a «Revelación Infantil del Año». Desde entonces, Danna ha participado en diferentes telenovelas y series de televisión como ¡Vivan los niños! (2002), La familia P. Luche (2003), Amy, la niña de la mochila azul (2004), La rosa de Guadalupe (2008), Atrévete a soñar (2009), Como dice el dicho (2013), ¿Quién es quién? (2015) y La Doña (2016). También se ha desempeñado como actriz de doblaje en Enredados (2010) como Rapunzel, Home: No hay lugar como el Hogar (2015) como Tip Tucci y Raya y el último dragón (2021) como Raya, pero alcanzó fama mundial al interpretar a Lucrecia Montesinos en las primeras tres temporadas en la serie española Élite, de Netflix. Además, ha sido jurado de La Academia (2019-2020) y de Top Star ¿Cuánto vale tu voz? (2021).

## Biografía
Danna, nació el 23 de junio de 1995 en la Ciudad de México. Es hija de Juan José Rivera, cantante mexicano, exintegrante del Grupo Ciclón y Los Caminantes, y de Patricia Munguía. Culminó sus estudios de bachillerato a distancia en la modalidad de Ciencias Sociales. Tiene una hermana mayor llamada Vania. Debutó en televisión a los 4 años de edad en el programa de Plaza Sésamo.

## Carrera musical

### 1999-2008: Primeros trabajos musicales
En la música, Danna fue descubierta por Universal Music, con la que firmó contrato y grabó su primer álbum musical, Mi globo azul (2001).
En 2002, fue invitada para cantar «Mensajero de paz», en una ceremonia al papa Juan Pablo II.
Danna participó en la banda sonora de la serie "Amy, la niña de la mochila azul" y participó en la gira "En Busca del Tesoro, la historia continúa". La serie se estrenó el 23 de febrero de 2004 y fue un éxito principalmente en México, Estados Unidos, España, Perú, Rumania, Israel y Brasil. Ese mismo año, lanzó su segundo álbum musical, Océano.
En julio de 2005, fue presentadora del programa infantil Plaza Sésamo y lanzó su tercer álbum musical, Chiquita pero picosa. El 15 de agosto de 2006, lanzó en el Teatro Metropólitan en la Ciudad de México, su primer DVD en directo, Danna Paola en vivo.
En 2007, grabó su primer EP homónimo, que incluye solamente cinco canciones y muestra la evolución profesional de la cantante. El EP contiene cinco temas inéditos entre ellos, «Es mejor», «Mundo de caramelo», «El primer día sin ti», «Dame corazón» y «De aquí para allá».

### 2009-2012: Álbum homónimo
Danna participó en la banda sonora y formó parte de Atrévete a soñar, el show en 2009. Ese mismo año, su canción «Mundo de caramelo» se llevó el premio a "Mejor Tema de Telenovela" en los Premios Oye!. En septiembre de 2010, arrancó en México su gira promocional, Caramelo Tour. Ese mismo año, interpretó el tema «Que vivan los niños» para Televisa Monterrey y grabó el tema musical «Yo soy tu amigo fiel» junto a Aleks Syntek, para la película original de Pixar, Toy Story 3. Por su interpretación, recibieron una nominación en los Premios Oye! como Mejor Tema de Película.
En 2011, grabó el tema «Muero por ti», con la colaboración del cantante mexicano Luis Lauro, lanzado el 3 de abril de 2011. Ese mismo año, comenzó a trabajar en su cuarto álbum de estudio, grabado en la Ciudad de México, Los Ángeles y Miami. El 1 de febrero de 2011, lanzó el sencillo promocional, «Cero gravedad», como una muestra de su nuevo álbum de estudio.
En febrero de 2012, presentó «Ruleta», primer sencillo de su nueva producción discográfica. El 5 de junio de 2012, lanzó su álbum homónimo. El álbum marcó su transición de la niñez a la adolescencia como cantante solista. El segundo sencillo fue «Todo fue un show», compuesto por José Luis Roma, integrante de Río Roma. En noviembre de 2012, comenzó con su gira Tour Ruleta en el Auditorio Nacional en la Ciudad de México, con la que recorrió Perú, México, Panamá, Colombia, Estados Unidos, Chile, Uruguay, Paraguay, Bolivia y Guatemala.

### 2013-2016:Hoy no me puedo levantar

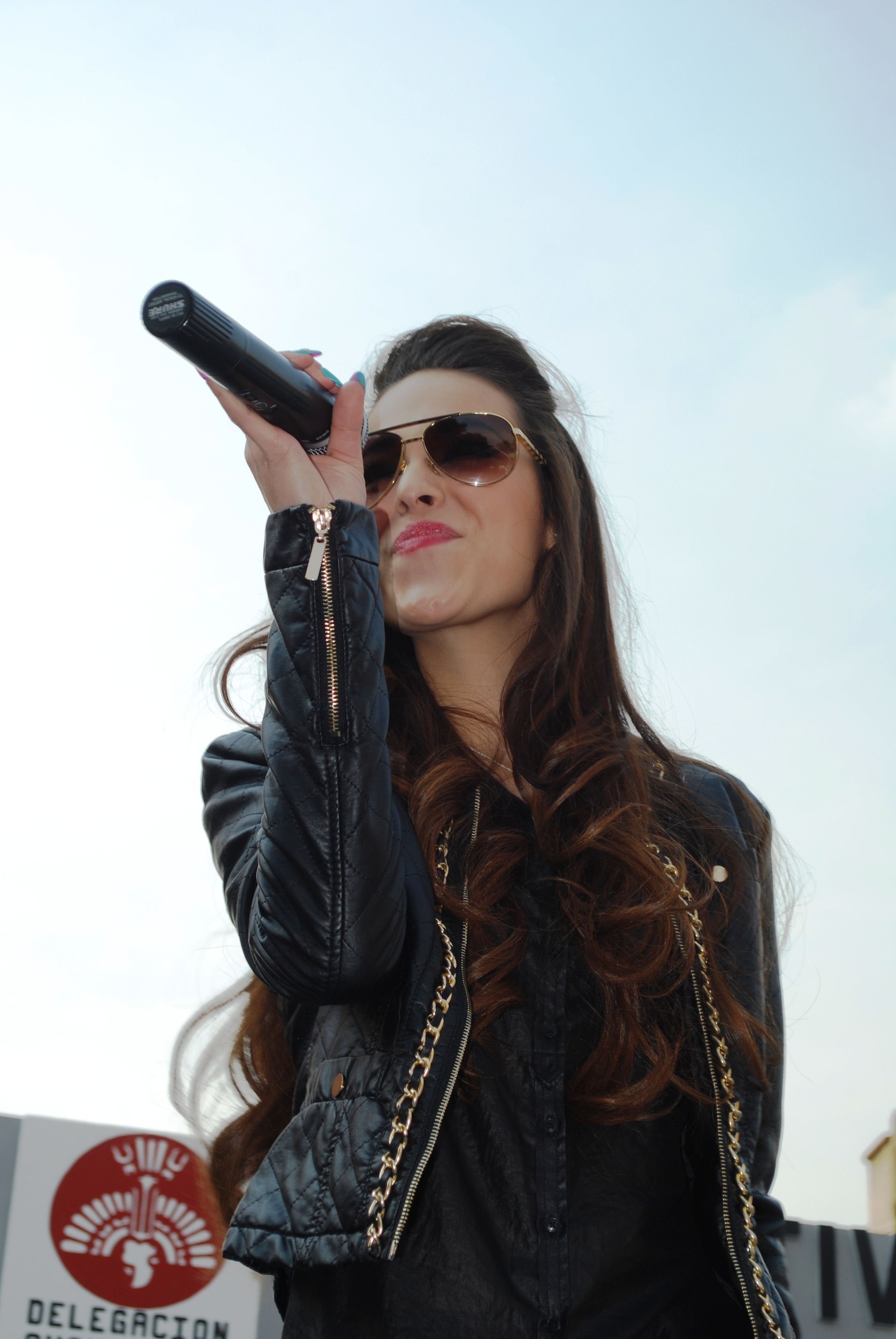
Danna Paola durante un evento de la Fundación Expresa en la Ciudad de México, en 2013.

En enero de 2013, lanzó el primer sencillo de la reedición de su álbum homónimo titulado «No es cierto», en colaboración con el cantante Noel Schajris. Ese mismo año, presentó su segundo sencillo, «Agüita», sencillo incluido en la reedición de su disco homónimo. El sencillo fue elegido como tema de abertura de la segunda temporada de la serie original de MTV Latinoamérica, Niñas Mal.  En noviembre de 2013, protagonizó la primera versión en español del musical estadounidense, Wicked, basado en la novela de Gregory Maguire, Wicked: Memorias de una Bruja Mala. El musical fue estrenada el 17 de octubre de 2013.  En agosto de 2014, Danna colaboró en el disco Dancing Queens: Un tributo a Abba e interpretó el tema «Take a chance on me», con artistas como Ana Victoria, Fey, Carla Morrison, Paty Cantú y el grupo Belanova.
En abril de 2015, se integró como protagonista del musical, Hoy no me puedo levantar, inspirado en las canciones del grupo español Mecano. En julio de 2015, grabó con el cantante mexicano Lalo Brito, en el sencillo «Mientras me enamoras». Al año siguiente, lanzó el sencillo promocional «Baila hasta caer» en colaboración del dúo DJ AtellaGali.

### 2017-2020: Regreso a la música,SIE7E
En 2017, retomó su personaje como María, protagonista del musical Hoy no me puedo levantar. En octubre de 2018, lanzó el sencillo «Final feliz» como parte de la banda sonora de Élite.
Lanzó su quinto Sie7e +, un álbum completo, con todas las canciones de su EP Sie7e (2019) el 7 de febrero de 2020 a través de Universal Music Group y Universal Music México. Como sencillos oficiales del álbum fueron lanzados previamente los temas «Oye Pablo», «Polo a Tierra» en colaboración con Skinny Happy, Yera y Trapical. El mismo día del lanzamiento, publicó el tema «Sodio» como cuarto sencillo de su álbum. Tanto la letra y el video musical de la canción hacen referencia a la comunidad LGBT.
En abril de 2020, confirmó una colaboración con las artistas Denise Rosenthal y Lola Índigo, llamada «Santería». En mayo, lanzó en plataformas digitales el videoclip musical de su sencillo «Sola», el cual fue grabado con un teléfono inteligente Samsung Galaxy S20, convirtiéndose en el primer video de un artista latino grabado en este formato. «Contigo», se publicó el 8 de mayo, en el vídeo aparecieron famosos tales como Sebastián Yatra, Luisito Comunica, Isabela Merced, Lali, Ester Expósito, Greccy, Alejandro Speitzer, Cali y el Dandee, Georgina, entre otros. El dinero recaudado fue donado para desinfectar lugares vulnerables durante la pandemia del COVID-19. En junio, estrenó «TQ Y YA» (Te quiero y ya); calificado por los medios como un tema de "apoyo a la comunidad LGBT", se lanzó días antes del Día Internacional del Orgullo LGBT. En julio, lanza «No bailes sola» junto a Sebastián Yatra acompañado de un videoclip que se estrenó solo unos días después del lanzamiento oficial.

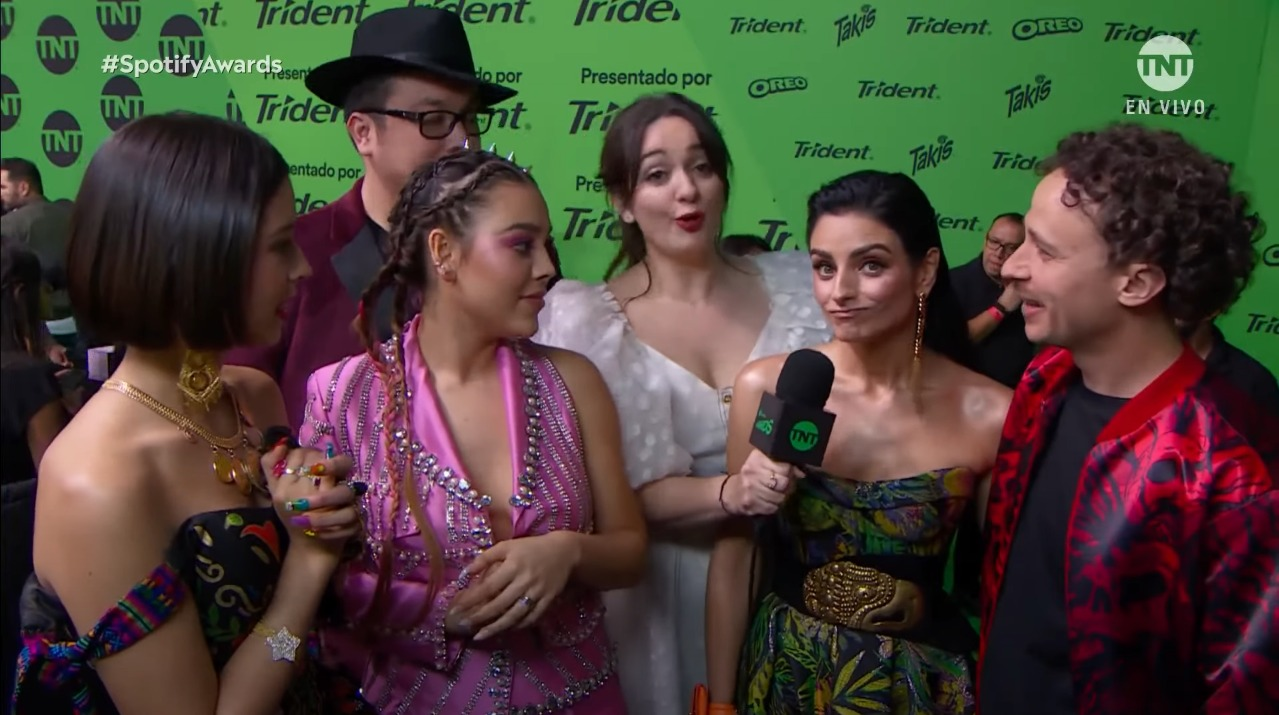
Danna Paola (de rosa) en los Spotify Awards 2020.

En agosto de 2020, Danna fue invitada a los Premios Juventud para realizar una presentación especial de «No bailes sola» junto a Sebastían Yatra; además, en compañía de otras artistas como Natti Natasha, Ally Brooke y Greeicy le rindieron un homenaje musical a Selena. Ese mismo mes, Danna fue parte de «Santería» junto a Denise Rosenthal y Lola Índigo. Este tema musical recibió el premio a "Colaboración Internacional Del Año" en los Premios MUSA de 2020. En octubre, colaboró con Isabela Merced en «Don't Go», además estrenó una versión acústica de «No bailes sola» junto a Yatra. En noviembre, Danna asistió a la undécima entrega de los Kids Choice Awards México, donde había recibido tres nominaciones en las categorías de "Creador favorito",  "Live del año" y "Artista mexicano". Se presentó caracterizada de deportista para interpretar «Mala fama», luego, compartió escenario junto a Sebastián Yatra para cantar «No bailes sola». Posteriormente, ambos, recibieron el premio a "Live del año" y Danna el de “Artista mexicano".

### 2021:K.O.
Danna estrenó su quinto álbum de estudio llamado K.O. el 13 de enero del 2021. Fue publicado a través de Universal Music Group y Universal Music México. Como sencillos oficiales se lanzaron los temas «Contigo», «No bailes sola», «Friend de semana», entre otros. En su cuenta de Instagram anunció que el álbum salió un día antes de la fecha inicial, que era el 14 de enero, ya que fue filtrado por accidente en las plataformas de Spotify. Danna calificó ese disco como "el más importante de su carrera" hasta ese entonces.
Danna dio su primer concierto virtual en la plataforma Streamtime, el 13 de febrero para América y el 14 de febrero para Europa. En marzo de 2021 se estrenó Raya y el último dragón, película en la cual Danna da voz a la protagonista (Raya) en la versión latina y además forma parte de la banda sonora interpretando la canción «Hasta vencer». En abril, colaboró por primera vez con David Bisbal en «Vuelve, vuelve», sencillo que la compañía discográfica de Danna calificó como  "un tema sobre los anhelos de un amor separado por circunstancias adversas, pero con intención de sellarlo para siempre por ambas partes". Ese mismo mes, fue parte del videoclip de «Ni una más», canción de Aitana que expone los abusos cometidos en contra de las mujeres en todo el planeta. El videoclip contó con la participación de muchas artistas mujeres como Evaluna Montaner, Gloria Trevi y Karol G.
En mayo, Danna  y Lasso estrenaron «Ladrones», tema que fue producido por Orlando Vitto y, del cual, Gaby Noya estuvo a la cabeza del videoclip. La temática del videoclip es una continuación de «Subtítulos». En junio, Danna y Morat lanzaron «Idiota», canción que fue compuesta por los integrantes de dicha banda junto a Mauricio Rengifo y Andrés Torres. El mismo mes, presentó «Mía» con un videoclip adjunto. El video, dirigido por Santiago Salviche, se grabó en España y se estrenó en el canal de Youtube de Danna. En agosto, presentó el sencillo «Kaprichosa», el cual hace referencia a un Mala Fama 2.0, haciendo énfasis a todas las cosas que los medios y los haters dicen sobre ella. Aunado a esto Danna hizo un gran sold out el día 20 del mismo mes con su regreso a los escenarios ahora al aire libre en el Citibanamex Conecta en Vivo, ubicado en la curva 4 del Autódromo Hermanos Rodríguez. Con ello inaugurando una nueva etapa en su carrera musical que promete ver una nueva faceta de ella en otros estilos musicales y nuevas colaboraciones.
Por otra parte durante los primeros días de septiembre, Danna acaba de recibir dos premios por mejor video musical con la canción «Calla Tu», esto en los premios International Music Video Awards en Londres, Reino Unido y en los Paris Play Film Festival en París, Francia.
Así como también recibiendo tres nominaciones por el mismo videoclip en premiaciones como los Rome Music Video Awards, los Rome Independient Prisma Awards y los Munich Music Video Awards; siendo los primeros dos ubicados en Roma, Italia y este último en Múnich, Alemania, demostrando así que no solo está teniendo un éxito internacional, sino que además como ella misma lo ha demostrado las mujeres merecen ser escuchadas y respetadas, por consiguiente agradeciendo así con estas palabras escritas por ella: «Gracias, gracias, gracias. Qué sueño crear y codirigir este video que me inspira tanto», escribió Danna en una publicación en sus historias de Instagram, culminando así con la siguiente frase: «Acabemos con la violencia de género y el maldito patriarcado. CALLA TÚ».

### 2022-2024:CHILDSTARy rebranding a Danna
En agosto de 2022, Danna publicaría en redes sociales el adelanto del primer sencillo de su nueva era, «XT4S1S», con el cual también anunciaría su primera gira musical internacional llamada «XT4S1S TOUR», recorriendo México, Estados Unidos, Canadá, España y Centroamérica. A lo largo de la gira, Danna estrenó el segundo sencillo del álbum, «1TRAGO», junto con el videoclip oficial grabado en las fechas del Auditorio Nacional de la gira.
Por otra parte, en marzo de 2023, Danna lanzaría la colaboración «Mexico» junto a los productores Dimitri Vegas & Like Mike y Ne-Yo, en julio de 2023, juntos presentarían el sencillo en el festival de música electrónica Tomorrowland. En el mismo festival Danna presentó junto a Steve Aoki su colaboración «Paranoia».
Danna estuvo presente en los Premios Juventud, dónde con su vestuario daba pistas del nuevo álbum. En agosto de 2023, anunció el tercer sencillo, «TENEMOS QUE HABLAR», el videoclip oficial salió días después del estreno, en este habla sobre encontrarse a sí misma y sobre los problemas personales y legales que tuvo con su anterior equipo en 2021.
Danna lanzó varias colaboraciones como «tqum» con Sofía Reyes, «Sugar mami» con Denise Rosenthal y «AQYNE» con Aitana, formando parte de los álbumes musicales de todas las mencionadas.
En noviembre de 2023, Danna fue conductora de la 24.ª entrega anual de los Premios Grammy Latinos, en estos Danna informó que su séptimo álbum de estudio ya estaba finalizado. Días después, lanzó el cuarto y último sencillo del álbum, «AÚN TE QUIERO».
El 13 de marzo de 2023, Danna publicaría en sus redes sociales el nombre y portada de su séptimo álbum, «CHILDSTAR». El anuncio incluyó también el cambio oficial de nombre de Danna Paola a Danna en todas las redes sociales, lo que llevó a polémicas, especialmente en la red social X. 

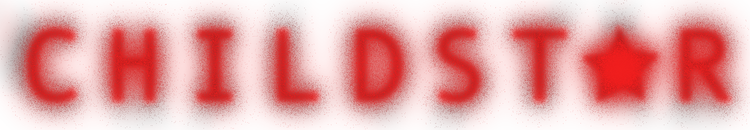
"CHILDSTAR", séptimo álbum de estudio de DANNA.

El 11 de abril de 2024 fue lanzado oficialmente el álbum en todas las plataformas digitales. Días después, Danna lanzó el videoclip oficial del primer sencillo promocional, «ATARI». El 30 de marzo de 2024, Danna inició la gira musical «DANNA LIVE» en el festival Tecate Pa'l Norte en Monterrey. En mayo inicio la fase internacional de la gira, recorriendo varios países de América del Sur por primera vez con el fin de promocionar el álbum.
El 3 de septiembre de 2024, Danna lanzó «PLATONIK», el último sencillo oficial de su aclamado álbum «CHILDSTAR». Este lanzamiento vino acompañado de dos versiones adicionales: una instrumental y otra sped up, ampliando la experiencia sonora del tema y conectando con distintas audiencias dentro de las plataformas digitales. Con esta entrega, Danna reafirmó su versatilidad artística y el enfoque conceptual de todo el proyecto.
Finalmente, en noviembre de 2024, la artista estrenó el documental «Danna: Tenemos que hablar», una producción íntima que narra los retos, emociones y procesos creativos vividos durante la creación de CHILDSTAR. Este documental no solo sirvió como un cierre emocional y narrativo para la era del álbum, sino también como una declaración artística de Danna sobre su crecimiento personal y profesional en esta etapa clave de su carrera.

## Carrera actoral

### 1999-2003: primeros años e inicios de su carrera actoral
Su primera participación en televisión fue en 1999 en el programa de televisión infantil Plaza Sésamo. Su primera actuación en televisión fue en la telenovela infantil Rayito de luz, en donde interpretó a Lupita Lerma. En 2001, obtuvo el papel como protagonista de la telenovela infantil María Belén, en donde interpretó el personaje homónimo. Por su interpretación se llevó los premio como Mejor interpretación infantil en los Premios Bravo y a Revelación Infantil del Año en los Premios El Heraldo de México. En Brasil, se lanzó al mercado una muñeca con la imagen de la actriz.
Encarnó a Estrella en la telenovela infantil ¡Vivan los niños! en 2002 y participó en el programa de televisión La Parodia y en La familia P. Luche, respectivamente. Al año siguiente, fue presentadora en la sección infantil del programa de televisión, Hoy. Ese mismo año, protagonizó el musical Regina: un musical para una nación que despierta e interpretó el personaje de Anie en la telenovela juvenil De pocas, pocas pulgas. A finales de 2003, retomó su personaje como María Belén en un capítulo de la primera temporada de la serie de televisión La familia P. Luche.

### 2004-2008:Amy,Pablo y Andreay participaciones
Interpretó a Amy Granados en la serie de televisión Amy, la niña de la mochila azul en 2004. Ese mismo año, realizó una participación especial como Amy Granados en la telenovela Alegrijes y rebujos. En 2004, protagonizó su segundo musical Anita la huerfanita. Por su participación, recibió los premios a "Mejor Actriz Infantil" en los Premios Bravo y ACPT. Ese mismo año, realiza una participación especial como Natalia Ríos en la telenovela Contra viento y marea. Fue elegida por la productora Lucero Suárez para protagonizar la telenovela infantil Pablo y Andrea, basada en Las aventuras de Tom Sawyer en 2005. Por su personaje, recibió el Premio TVyNovelas a Mejor Actuación Infantil. Ese mismo año, participó en la serie de televisión El privilegio de mandar.
En junio de 2007, participó en el programa de televisión La hora pico y realiza una participación especial en Objetos perdidos y en la famosa comedia La familia P.Luche. El 29 de agosto de 2007, se integró al elenco principal de la telenovela Muchachitas como tú.  Al año siguiente, participó en la primera temporada de la serie de televisión de antología, La rosa de Guadalupe. Ese mismo año, interpretó a Bettina Aguilar en la telenovela dramática Querida enemiga y debuta en el cine con la cinta cinematográfica, Arráncame la vida, dirigida por Roberto Sneider.

### 2009-2016:Atrévete a soñar y éxito en teatro Wicked

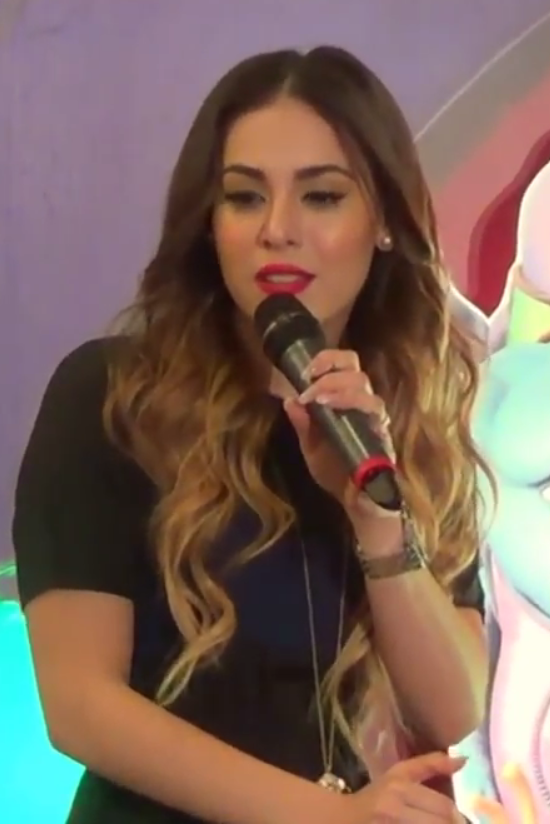
Danna Paola en 2015.

En 2009 participaría en la segunda temporada de la serie Mujeres Asesinas junto a Thalía, pero se confirmó que sería la protagonista de la serie de televisión, Atrévete a soñar, adaptación de la telenovela argentina Patito feo, en donde interpretó a Patricia “Patito” Peralta.Por su interpretación, se llevó el premio como Mejor Actriz Juvenil y a Mejor Tema Musical en los Premios TVyNovelas.
En noviembre de 2010, le dio voz a Rapunzel en la película original de Disney, Enredados, haciendo el doblaje para Hispanoamérica y colaboró en la banda sonora de la película. En octubre de 2013, participó en un episodio de la tercera temporada de la serie de televisión mexicana, Como dice el dicho.
Protagonizó la primera versión en español del musical estadounidense, Wicked en 2013, en la obra musical, encarnó el papel de la bruja Elphaba. Wicked fue la obra con la que se celebró la inauguración del Teatro Telcel en la Ciudad de México. La obra fue un éxito crítico y comercial. Por personaje como la Elphaba en Wicked, recibió se llevó los galardones a "Actriz Revelación en Musical Internacional" en los Premios ACPT y Festival Internacional de Teatro Héctor Azar.
En marzo de 2015, prestó su voz para el personaje de Tip, la protagonista de la cinta animada, Home: No hay lugar como el hogar. Ese mismo año, protagonizó la telenovela de Telemundo, ¿Quién es quién?, razón por la cual se trasladó a Miami y Los Ángeles para realizar el rodaje de la telenovela. Por su personaje, obtuvo una nominación como "Actriz favorita" en los Premios Tu Mundo.
Fue presentadora de un documental para MTV Latinoamérica, sobre el grupo musical estadounidense Fifth Harmony en febrero de 2016. Ese mismo año, protagonizó la película, Lo más sencillo es complicarlo todo, grabada en Querétaro, Puerto Vallarta y Sayulita. En abril de 2016, fue llamada para interpretar a Mónica Hernández en la serie de Telemundo, La doña, basada en la novela del escritor venezolano Rómulo Gallegos, Doña Bárbara.

### 2017-presente:Élite

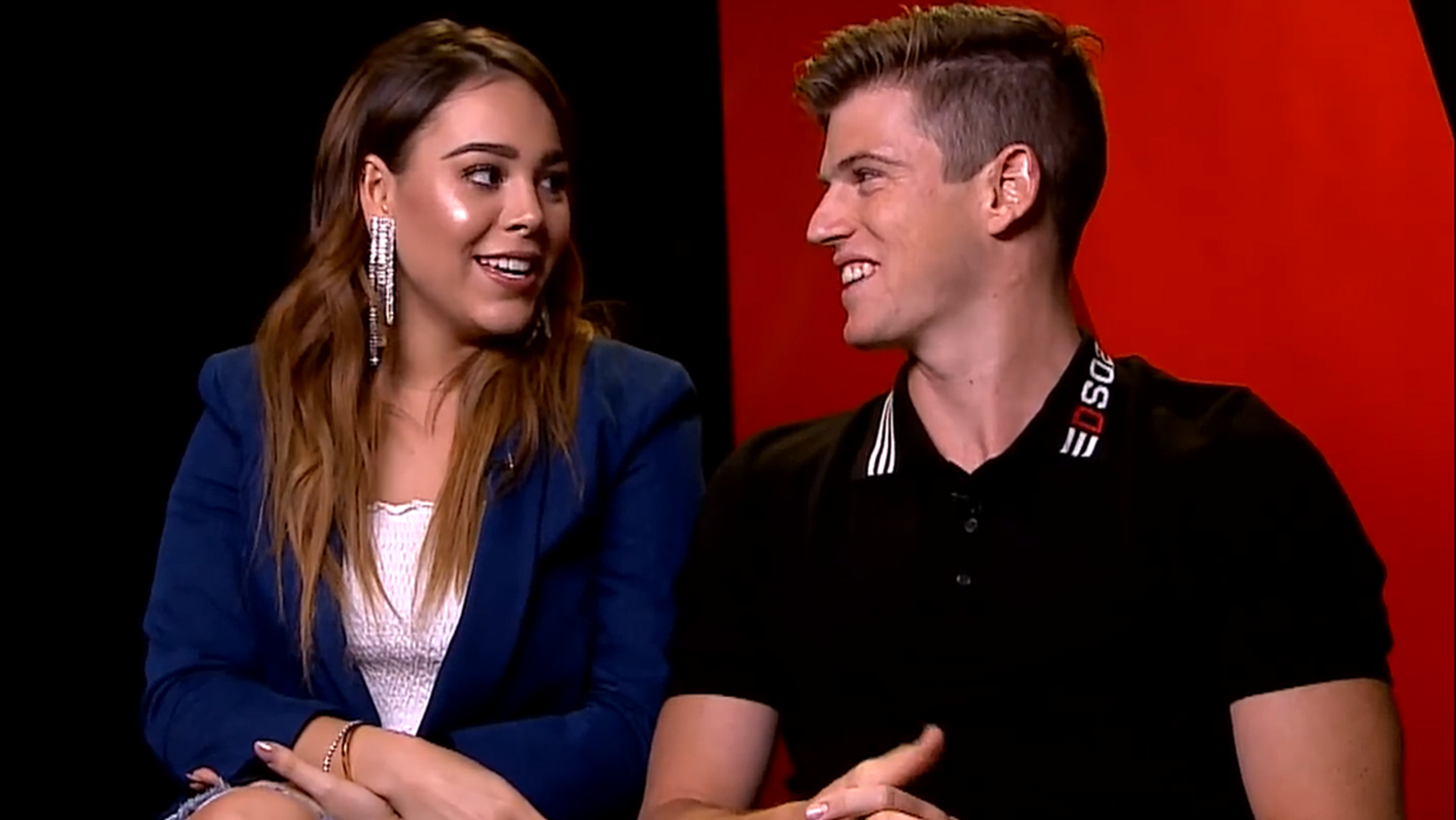
Danna Paola y Miguel Bernardeau durante una entrevista sobre Élite, en 2018.

En abril de 2017, participó en la serie biográfica de Telemundo José José, la historia autorizada de El Príncipe de la canción, interpretando a Lucero, en donde comparte créditos con Alejandro de la Madrid, María Fernanda Yepes e Itatí Cantoral.
En 2018, Danna se mudó a España para protagonizar la segunda serie original española de Netflix, Élite. La serie se estrenó por primera vez el 5 de octubre de 2018 a nivel mundial. El 17 de octubre de 2018, se confirmó que la serie había sido renovada para una segunda temporada. El 6 de septiembre de 2019 se estrenó la segunda temporada y el 13 de marzo de 2020 la tercera temporada. Esta serie rompió récords como una de las series más vistas a nivel mundial.
A inicios de 2020, retomó su personaje como Mónica Hernández en la segunda temporada de la serie de Telemundo, La doña. Ese mismo año la plataforma de streaming Netflix anuncia que interpretará el tema de Viaje a la luz, la versión en español hispanoamericano para la película animada Más allá de la Luna. Estrenada el 23 de octubre.

## Otros proyectos
En marzo de 2014, debutó como diseñadora de moda y lanzó al mercado su propia línea de ropa llamada, Danna Paola, by SexyJns. En enero de 2016, se unió al gran número de estrellas internacionales que representan a la empresa L'Oréal y se convirtió en la nueva imagen de la marca en Latinoamérica.

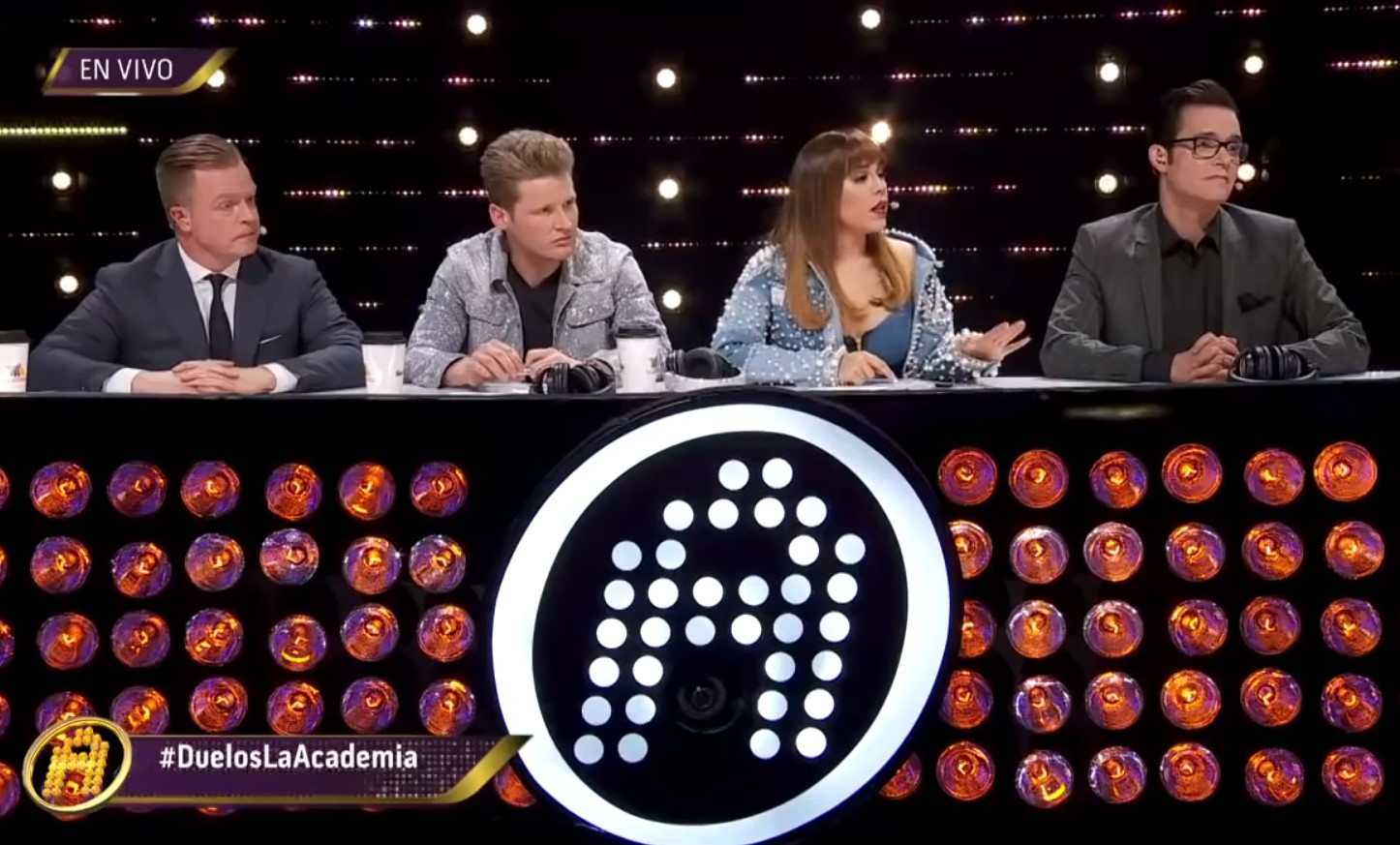
Danna Paola como jurado en La Academia (2020)

En octubre de 2019, fue confirmada como juez de la nueva edición del reality show musical original de TV Azteca, La Academia. Su paso por este programa de televisión estuvo marcado por discusiones con algunos participantes. Finalmente, el concurso finalizó el 23 de febrero de 2020.
Ese mismo año, fue jueza del reality show de belleza original de L'Oréal, Chica Casting, junto a Sheryl Rubio. El programa se emitió por E! Entertainment Television.
En 2025, Danna da un paso como empresaria al lanzar su propio sello discográfico, One Percent Records, en conjunto con Alex Hoyer. Con sede en Los Ángeles y planes de expansión hacia Ciudad de México, la misión del sello es impulsar a la próxima generación de artistas latinos con una visión estratégica, intención y corazón.

## Filmografía

### Televisión
| Año       | Título                               | Rol                               | Notas                                                           |
| --------- | ------------------------------------ | --------------------------------- | --------------------------------------------------------------- |
| 1999      | Plaza Sésamo                         | Niña                              | Debut en televisión                                             |
| 2000      | Rayito de luz                        | Lupita Lerma                      | Participación estelar                                           |
| 2001      | María Belén                          | María Belén García Marín          | Protagonista                                                    |
| 2002      | ¡Vivan los niños!                    | Estrella                          | Participación estelar                                           |
| 2002      | La Parodia                           | Danna Paola Mauri / Cristina      | Episodio: «Mundo de Juguete»                                    |
| 2002-2003 | La familia P. Luche                  | María Belén                       | Episodios: «Ludovico en la escuela» y «La novia de Ludoviquito» |
| 2003      | De pocas, pocas pulgas               | Anie, la sirenita                 | Actuación infantil                                              |
| 2004      | Alegrijes y rebujos                  | Amy Granados / Amy Betancourt     | Actuación especial                                              |
| 2004      | Amy, la niña de la mochila azul      | Amy Granados / Amy Betancourt     | Protagonista                                                    |
| 2005      | Contra viento y marea                | Natalia Ríos (niña)               | Participación infantil                                          |
| 2005      | Plaza Sésamo                         | Ella misma                        | Temporada 9, episodio 804: «Los Monstruos también lloran»       |
| 2005      | Pablo y Andrea                       | Andrea Saavedra                   | Protagonista                                                    |
| 2005      | El privilegio de mandar              | Ella misma                        | Sketch: «Bailando por un hueso»                                 |
| 2007      | La hora pico                         | Varios roles                      | Episodio: «285»                                                 |
| 2007      | Objetos perdidos                     | Anita                             | Episodio: «Objeto 8»                                            |
| 2007      | La familia P. Luche                  | Danna Paola                       | Episodio: «Niños de oro»                                        |
| 2007      | Muchachitas como tú                  | Paola Velásquez                   | Protagonista infantil                                           |
| 2008      | La rosa de Guadalupe                 | Samantha                          | Episodio: «Adiós a la calle»                                    |
| 2008      | Querida enemiga                      | Bettina Aguilar Ugarte            | Protagonista juvenil                                            |
| 2009-2010 | Atrévete a soñar                     | Patricia «Patito» Peralta Castro  | Protagonista                                                    |
| 2009-2010 | Plaza Sésamo                         | Patricia «Patito» Peralta Castro  | Temporada 12, episodio 11. Interpreta el tema Oye mamá          |
| 2013      | Como dice el dicho                   | Mayra                             | Episodio: «Los deseos se cumplen, sólo si lo deseas»            |
| 2015-2016 | ¿Quién es quién?                     | Paloma Hernández                  | Protagonista                                                    |
| 2016-2020 | La doña                              | Mónica Hernández Sandoval         | Protagonista (temporada 1) Participación especial (temporada 2) |
| 2018      | José José                            | Lucero                            | Participación especial, 11 episodios.                           |
| 2018-2020 | Élite                                | Lucrecia «Lu» Montesinos Hendrich | Elenco principal, 24 episodios (temporada 1-3)                  |
| 2019-2020 | La Academia                          | Ella misma                        | Jueza, reality show de TV                                       |
| 2021      | Top Star ¿Cuánto vale tu voz?        | Ella misma                        | Jueza, reality show de TV                                       |
| 2023      | Drag Race México                     | Ella misma                        | Juez invitada 1 episodio, reality show de TV                    |
| 2024      | RuPaul's Drag Race: Global All Stars | Ella misma                        | Juez invitada 1 episodio, reality show de TV                    |
| 2025      | La Voz Kids España                   | Ella misma                        | Jueza asesora, reality show de TV                               |

### Cine
| Año  | Película                            | Rol                      | Director                      | Notas                      |
| ---- | ----------------------------------- | ------------------------ | ----------------------------- | -------------------------- |
| 2008 | Arráncame la vida                   | Lilia Ascencio (12 años) | Roberto Sneider               | Participación juvenil      |
| 2010 | Enredados                           | Rapunzel                 | Byron Howard                  | Voz para Latinoamérica     |
| 2015 | Home: No hay lugar como el Hogar    | Tip                      | Tim Johnson                   | Voz para Latinoamérica     |
| 2018 | Lo más sencillo es complicarlo todo | Renata                   | René Bueno                    | Protagonista               |
| 2021 | Raya y el último dragón             | Raya                     | Don Hall Carlos López Estrada | Voz para Latinoamérica     |
| 2024 | Danna: Tenemos que hablar           | Ella misma               | Diego Álvarez                 | Documental sobre Childstar |
| 2024 | Wicked                              | Elphaba Thropp           | Jon M. Chu                    | Voz para Latinoamérica     |
| 2025 | Wicked: For Good                    | Elphaba Thropp           | Jon M. Chu                    | Voz para Latinoamérica     |

### Podcast
| Año  | Podcast           | Rol   | Notas                       |
| ---- | ----------------- | ----- | --------------------------- |
| 2024 | Selección natural | Sofía | Podcast original de Spotify |

## Teatro
| Año       | Obra                                             | Rol            | Notas                                        |
| --------- | ------------------------------------------------ | -------------- | -------------------------------------------- |
| 2003      | Regina: un musical para una nación que despierta | Regina (niñez) | Protagonista infantil                        |
| 2004      | Anita la huerfanita                              | Anita          | Protagonista                                 |
| 2013-2015 | Wicked                                           | Elphaba Thropp | Protagonista (primera producción en español) |
| 2015-2017 | Hoy no me puedo levantar                         | María          | Protagonista                                 |

## Discografía

### Álbumes como solista
- 2001: Mi globo azul
- 2004: Océano
- 2005: Chiquita pero picosa
- 2012: Danna Paola
- 2020: SIE7E+
- 2021: K.O.
- 2024: Childstar

## Giras y espectáculos

### Giras como solista
- 2013-2014: Tour Ruleta[126][28]
- 2019-2020: Mala Fama Tour[127]
- 2022-2023: XT4S1S TOUR[128]
- 2024: DANNA L¡VE[129]

### Giras de promoción
- 2004: En busca del tesoro, la historia continúa[9] (Amy, la niña de la mochila azul)[130]
- 2004: El mundo mágico de Danna Paola[131]
- 2005: Chiquita pero picosa[11]
- 2005: Navidad mágica[132]
- 2009-2010: Atrévete a soñar, el show[14]
- 2010: Caramelo Tour[16]

### Como acto de apertura
- 2012: Telonera de Demi Lovato en México (A Special Night with Demi Lovato)[133]